# Wóz asenizacyjny
Wóz asenizacyjny – maszyna rolnicza służąca do samoczynnego pobierania, transportu i rozlewania gnojówki i gnojowicy na pola uprawne i pastwiska w celu ich nawożenia.

## Podział
- przewoźna deszczownia do podlewania upraw polowych np. kapusta, marchew, truskawki.
- przewoźne poidło do pojenia zwierząt na pastwiskach i użytkach zielonych.
- przyczepa ciągnikowa do przewozu wody pitnej.
- wóz asenizacyjny z mieszalnikiem do nawozów i środków ochrony roślin.

## Sposoby rozlewu
- Agregat gnojowica lub gnojówka jest podawana za zębami agregatu bezpośrednio w głąb gleby.
- Rozlew, (dysza) strumień gnojowicy lub gnojówki podany na urządzenie rozbryzgowe i jest rozlewany w promieniu 6-18 metrów w zależności od wielkości wozu i wydajności pompy próżniowej .